# Selenia canescens
Selenia canescens är en fjärilsart som beskrevs av Feichtenberger 1965. Selenia canescens ingår i släktet Selenia och familjen mätare. Inga underarter finns listade.